# Teatinci
Teatinci (lat. Ordo clericorum regularium vulgo Theatinorum: Red regularnih klerika, pučki zvanih teatinci), je mali katolički red osnovan 1524. godine. Red su osnovali Kajetan Tijenski i Giovanni Pietro Carafa (poslije papa Pavao IV.). Sjedište im je u Rimu.
Red je osnovan s ciljem obnova svećenstva te borba protiv protestantizma i skrbi za bolesnike i ranjenike. Bez obzira na njihova teška pravila života i strogim zavjetom siromaštva, zajednica se brzo razvila. Red je reorganiziran 1909. Danas imaju osam provincija u Europi, Sjevernoj i Južnoj Americi. 
1583. je osnovana ženska grana reda – teatinke Teatinci su dugo vremena nakon osnutka djelovali samo na području Italije, najviše u Veneciji i Napulju. U drugoj polovici 17. stoljeća proširili i na ostala europska područja.